# Aure Atika
Aure Atika (ur. 12 lipca 1970 w Monte Estoril) – francuska aktorka, scenarzystka i reżyserka.
Urodziła się w Portugalii. Jej ojciec Michel Fournier był Francuzem, a matka Ode Atika Bitton pochodziła z żydowskiej rodziny z Maroka; oboje byli związani z przemysłem filmowym. Aure Atika wychowywała się w Paryżu.
W 2004 roku zdobyła nagrodę w kategorii najlepszy francuskojęzyczny film krótkometrażowy na Créteil International Women’s Film Festival za À quoi ça sert de voter écolo?. W 2010 roku została nominowana do Cezara w kategorii najlepsza aktorka drugoplanowa za rolę w filmie Mademoiselle Chambon (2009).
Autika ma córkę Angelikę ze związku z Philippe’em Zdarem, członkiem house’owego zespołu Cassius.